# Lebogang Ramalepe
Lebogang Ester Ramalepe (* 3. Dezember 1991) ist eine südafrikanische Fußballspielerin.
Ramalepe begann ihre Karriere bei den Kanatla Ladies und spielte später für die MaIndies. 2020 wechselte sie gemeinsam mit ihrer Landsfrau Bambanani Mbane zur Mannschaft von FK Dinamo Minsk. Während Mbane jedoch nach kurzer Dauer zu den Mamelodi Sundowns nach Südafrika zurückkehrte, blieb sie in Europa. 
2016 debütierte Ramalepe in der Südafrikanischen Fußballnationalmannschaft der Frauen. Mit der Auswahl nahm sie an verschiedenen Turnieren teil. Als Olympionikin lief sie bei den Olympischen Sommerspielen 2016 auf. Unter Desiree Ellis stand sie beim Afrika-Cup 2018 im gegen Nigeria verlorenen Endspiel, beim erstmaligen Gewinn der Trophäe beim Afrika-Cup 2022 lief sie auch beim 2:1-Finalspiel nach zwei Treffern von Hildah Magaia bei einem Gegentor von Rosella Ayane gegen Marokko auf.